# Gualterio III de Brienne
Gualterio III de Brienne (en francés: Gautier, italiano: Gualtiero; fallecido el 14 de junio de 1205) fue un noble del norte de Francia. Habiendo heredado el Condado de Brienne en 1191, Gualterio se casó con la princesa siciliana Elvira y llevó un ejército al sur de Italia para reclamar su herencia. Se convirtió en príncipe de Taranto por derecho de su esposa en 1201, pero murió luchando antes de poder establecerse como rey de Sicilia. 

## Primeros años
Gualterio III era el hijo mayor de Erardo II de Brienne e Inés de Montfaucon. Probablemente nació después de 1166, y sucedió a su padre como Conde de Brienne en 1191. A fines de la década de 1190, Gualterio y sus hermanos se involucraron en el conflicto entre Pedro II de Courtenay (primo hermano del rey Felipe II de Francia) y el vasallo de Pedro Hervé IV de Donzy. Posiblemente provocado por el apoyo de Felipe a su primo, Gualterio «abandonó brevemente al rey de Francia» durante el conflicto de este último con el rey Ricardo I de Inglaterra. Felipe se cansó de la creciente influencia de los hermanos Brienne.

## Matrimonio y campañas
A finales del siglo XII, Sibila de Acerra, viuda del rey Tancredo de Sicilia, llegó con sus hijas a Francia. Sibila buscó un noble capaz de casarse con su hija mayor, Elvira (conocida por un puñado de otros nombres, incluidos Albinia y María), y presionar su reclamo sobre el Reino de Sicilia. Sicilia fue controlada por los regentes del huérfano rey Federico, cuyos padres, Enrique y Constanza, habían depuesto a la familia de Sibila. El rey Felipe II de Francia, habiendo sido abordado por la exreina siciliana, convocó una reunión en Melun. Se acordó allí que Elvira debería casarse con Gualterio. Felipe enfatizó su autoridad sobre Gualterio y al mismo tiempo lo alentó a abandonar Francia. Según los informes, Gualterio recibió una impresionante suma de 20 000 libras parisinas del rey, aunque esto es dudoso. Para la Casa de Brienne, sin embargo, el matrimonio de Gualterio con Elvira significó un aumento repentino y el comienzo de la edad de oro de la dinastía.
La cuarta cruzada fue lanzada por el soberano inmediato de Gualterio, Teobaldo III de Champaña, en noviembre de 1199. Gualterio rápidamente tomó la cruz y comenzó a persuadir a posibles cruzados, como su primo Gualterio de Montbéliard, para que lo ayudaran en su próxima campaña en el sur de Italia en su camino a la Tierra Santa. Además de reclutar hombres, Gualterio recolectó enérgicamente dinero y suministros de 1200, vendiendo o hipotecando todas sus tierras en abril de 1201. También obtuvo la bendición y la ayuda significativa del papa Inocencio III. Inocente era el guardián del rey Federico, pero se oponía decididamente a sus regentes. Rechazó la petición de Gualterio de reconocer el reclamo de Elvira al trono de Federico; en cambio, reconoció el derecho de la pareja al Principado de Tarento y el Condado de Lecce. A cambio, la familia de Tancredo se vio obligada a reconocer a Federico como su rey. Gualterio sabía que asegurar la posesión de Tarento y Lecce le daría una base de poder suficiente y estuvo de acuerdo.
Dejando a su hermano menor Juan a cargo de Brienne, [10] Gualterio llegó a la península itálica con un pequeño ejército, que incluía sesenta caballeros y cuarenta sargentos montados. A finales de la primavera de 1201, había llegado al reino de Federico y parecía victorioso, después de haber ganado batallas en Capua y Cannas. Inocencio instó a Gualterio a cruzar a la isla de Sicilia. Gualterio era reacio a combatir a los enemigos de Inocencio en la isla antes de consolidar su posición en la península.

## Muerte y consecuencias
En 1204, Gualterio fue asediado en la fortaleza de Terracina por Diepoldo de Vohburg y perdió un ojo por causa de una flecha, pero rompió el asedio y puso a Diepoldo a luchar. Una noche de junio de 1205, un contingente de soldados enemigos se infiltró en el campamento de Gualterio, cortó las cuerdas de su tienda, lo derribó sobre Gualterio y lo apuñaló. Gualterio murió de sus heridas poco después, el 11 de junio de 1205.
Elvira, embarazada en el momento de la muerte de Gualterio, se volvió a casar rápidamente. Ella dio a luz a un hijo póstumo, Gualterio IV. Las reclamaciones de su familia plantearon problemas para el resto del reinado de Federico. Gualterio III fue sucedido en Brienne por su hermano Juan, quien ocupó el condado hasta que Gualterio IV alcanzara la mayoría de edad.

## Sources
- Kennan, Elizabeth (1971). «Innocent III and the First Political Crusade: A Comment on the Limitations of Papal Power». Traditio. Vol. 27.
- Mitchell, Roger Haydon (2011). Church, Gospel, and Empire: How the Politics of Sovereignty Impregnated the West. Wipf & Stock.
- Perry, Guy (2013). John of Brienne: King of Jerusalem, Emperor of Constantinople, c.1175-1237. Cambridge University Press.

- Datos: Q723023
- Multimedia: Walter III, Count of Brienne / Q723023